# Kocsis Rozi
Kocsis Rozi (Sokorópátka, 1961. szeptember 21. –) magyar bábművész, rendező, dramaturg, színigazgató. 

## Életpályája
1961-ben született Sokorópátkán. A pécsi Janus Pannonius Tudományegyetem előbb magyar nyelv és irodalom, majd ének-zene szakos diplomát szerzett. 1997-2000 között a Színház- és Filmművészeti Főiskola színházelmélet szakán tanult. 2003-ban színész II, 2011-ben színész I. minősítést szerzett. 
Bábszínészként a pécsi Bóbita Bábszínházban kezdte pályafutását. Ezután a a BMC Rádió műsorvezetőjeként, majd a Kisalföld című napilap külsős munkatársaként dolgozott. 1992-től a győri Vaskakas Bábszínház tagja, 1997-óta igazgatója.

## Díjai és kitüntetései
- Blattner Géza-díj (2006)
- Győr Művészetéért Díj (2011)
- Pro Urbe-díj (2021, Győr)